# Marche des Alpins en mémoire de Léonard Follis
La marche des Alpins en mémoire de Léonard Follis est une compétition de course nature (Skyrunning) créée en 2004, se déroulant dans la commune de Gaby, dans la moyenne vallée du Lys (basse Vallée d'Aoste). Elle a lieu le 15 août, et constitue une étape du championnat régional course nature organisé par l'Association valdôtaine « Martze à pia » (du patois valdôtain, Course à pied).

## Description
Le départ se situe au chef-lieu de Gaby (1 040 mètres). Les participants rejoignent ensuite le village de Niel (1 535 mètres), et ils remontent ensuite le vallon du Lasoney (ou Varail dou Lazouney, en patois valdôtain gabençois) pour 2 kilomètres vers le col de la Grande Mologne, jusqu'aux alpages de Schtovela (1 780 mètres), à la confluence du vallon principal du Lasoney et du vallon du petit Lasoney (ou Varail dou pitout Lazouney), où se situe le tour de la bouée.
La descente prévoit le même parcours, jusqu'à l'arrivée au chef-lieu de Gaby, avec 11 kilomètres totaux et un dénivelé de 800 mètres environ.

## Palmarès
- 2003, Cristian Terzi, en 55 min 33 s
- 2004, Jean Pellissier, en 55 min 53 s
- 2005, Dennis Brunod, en 57 min 17 s
- 2006, Dennis Brunod, en 57 min 29 s
- 2007, Paolo Bert, en 57 min 17 s
- 2008, Jean Pellissier, en 58 min 52 s
- 2009, Dennis Brunod, en 58 min 15 s